# 日木流奈
日木 流奈（ひき るな、1990年 - ）は、日本の詩人。

## 来歴
極小未熟児、先天性腹壁破裂として生まれる。生まれた直後に手術が行われ、これのストレスから脳障害となる。1992年よりドーマン法のプログラムを受け、1994年にグレン・ドーマンの診察を受け、1995年に文字盤でのコミュニケーションが可能になる。当初は1文に1日がかかるほどであったが、1999年時点では熟練のワープロ入力者のように会話ができるほどに上達している。
誕生直後の手術の影響で脳に障害を受けて、話すことも立つこともできなくなってしまった。このため文字盤を使って会話をして、詩を書いている。ドーマン法というリハビリプログラムを受けており、100人のボランティアに支えられて生理面や知性面や運動面でのトレーニングを行っている。母親のひざに抱かれて2000冊の本を読破して、指で文字盤を指して母親が読み取って、母の声を通じて本人の思いが届けられている。
3歳のときからカードを見せられて文字を覚えてきた。それはノートほどの大きさのカードに、ひらがなやカタカナから大人でも読むのが難しい漢字までもが書かれている。そのカードの数は20,000枚にものぼる。5歳のときから文字盤を使って意思を表明するようになる。それから大人の読むような歴史や科学や哲学の本も含めた2,000冊の本を読む。
自らの著書では、脳の成長のプロセスを早めるには、脳の成長は秩序だったものであると認識して刺激を十分に与えることが重要であり、この刺激の頻度、強度、継続度を増していくことで脳はより早く成長するとする。身体を十分に動かせるような環境や、言語や手の機能の発達に理想的な環境を作り、その環境を十分に利用できる機会を与えることで、これらの能力は更に向上するとする。
2002年にNHKスペシャルにて『奇跡の詩人』のタイトルで日木とその母親が取り上げられたが、その内容について議論が起きた。
2019年に29歳になった時点でも、理学療法士や看護師やボランティアが入れ替わり立ち替りで訪れている。2020年はアセンションの年になるということについては、何がおきても大丈夫であるという人を多く輩出することが大事であると語る。
2020年11月には新型コロナウイルス感染症について語り、これは今までに人々が事が起きたときに体験して準備してきたことや心の成長が活かせるチャンスであると語る。起きた出来事は物事の大きさが重要なのではなく、その出来事を経験した人がどう成長するかが大事であり、次の出来事が起きた時にはどんな状況になっても対処できる心を育むことが大事であると語る。だが心が動くのは当然のことであるため、苦しんだり悲しんだりすることを否定していない。